# Jigme Wangchuck
Jigme Wangchu(c)k (1905 - 24 maart 1952) was de tweede koning van Bhutan uit de Wangchuckdynastie, van 1926 tot 1952. Hij volgde zijn vader, Ugyen Wangchuck op na diens dood in 1926. 
Hij streefde naar politieke stabiliteit en economische vooruitgang. Onder zijn leiding verminderde hij het isolement van Bhutan door aansluiting bij internationale organisaties en knoopte nauwe relaties aan met India vanaf 1950, mede door de Chinese bezetting van Tibet. 
Hij was gehuwd met koningin Ashi Phuntsho Chhoedon. Zijn zoon Jigme Dorji Wangchuck volgde hem op na zijn dood.